# Biermühle
Biermühle ist ein Gemeindeteil der Stadt Berching im Landkreis Neumarkt in der Oberpfalz in Bayern.

## Lage
Es handelt sich um eine Einöde mit einem Anwesen. Die Mühle liegt an einem Bachzulauf der Unterbürger Laber.

## Geschichte
Die Biermühle ist erstmals 1326 erwähnt. 1351 ist als Besitzer ein „Pheringer von Biermüln“ erwähnt. 1558 hieß das Mühlenanwesen Bür- oder Zeitlmühle; neben Biermühle, so im 17. Jahrhundert, erscheint auch die Bezeichnung Pirrmühle (so 1622). Sie gehörte der Kirchenstiftung von Waldkirchen, wurde aber 1628 vom damaligen Pfarrer Eugen Donop an Martin Kühnlein von der Sandmühle (bei Mühlhausen) veräußert. Sie unterstand gegen 1800, am Ende des Alten Reiches, hochgerichtlich dem Schultheißenamt Neumarkt und niedergerichtlich dem Pflegamt Holnstein.
Im Königreich Bayern war die Biermühle um 1810/20 dem Steuerdistrikt – der späteren Ruralgemeinde – Großalfalterbach im Landgericht Neumarkt in der Oberpfalz zugeordnet. In dieser Gemeinde verblieb sie jedoch nicht: Seit 1818 gehörte sie zur Gemeinde Thann des Landgerichts Beilngries und bestand aus 3 Gebäuden und 8 Einwohnern, die bis 1848 dem Patrimonialgericht Holnstein unterstanden. Um 1900 wohnten in dem einzigen Wohngebäude der Mühle 10 Personen. 1950 zählte man 6 Bewohner, 1987 5 Bewohner.
Die Biermühle mit ihrem mittelschlächtigen Mühlrad stellte 1956 ihren Betrieb ein. 1976 erfolgte der Abbruch des Mühlengebäudes.
Am 1. Juli 1972 wurde die Gemeinde Thann mit Biermühle, Dietersberg, Fallhaus, Neuhaus und Thannbrunn nach Berching eingemeindet.